# اوفنبرگ
اوفنبرگ (به آلمانی: Offenberg) یک شهر در آلمان است که در دگندورف واقع شده‌است.

## خصوصیات
اوفنبرگ ۲۳٫۷۶ کیلومترمربع مساحت دارد ۳۴۶ متر بالاتر از سطح دریا واقع شده‌است.